# 5710 Silentium
5710 Silentium (1977 UP) là một tiểu hành tinh vành đai chính được phát hiện ngày 18 tháng 10 năm 1977 bởi P. Wild ở Zimmerwald.